# 배드 맘스
《배드 맘스》(영어: Bad Moms)는 2016년에 공개된 미국의 코미디 영화로, 존 루커스와 스콧 무어가 공동 각본과 공동 연출을 맡았다. 앙상블 캐스트로 밀라 쿠니스, 크리스틴 벨, 캐스린 한, 애니 머멀로, 제이 허낸데즈, 제이다 핑킷 스미스, 크리스티나 애플게이트 등이 출연했다.
본 촬영은 2016년 1월 11일 뉴올리언스에서 이뤄졌다. 2016년 7월 19일 뉴욕에서 첫 상영을 하였고, 2016년 7월 29일 STX 엔터테인먼트를 통해 극장 개봉하였다. 평단으로부터 상반된 평가를 받았으나 전 세계 흥행 수익 1억 8,390만 달러를 기록했으며 STX 엔터테인먼트사에서 처음으로 미국 내에서 1억 달러 수익을 거둔 영화가 되었다.
후속작인 《배드 맘스 크리스마스》가 2017년 개봉하였다.

## 줄거리
시카고 교외에 사는 32살 에이미는 한 커피 회사에서 영업 사원에서 일하는 와중에 자녀 제인과 딜런에게 매일 직접 건강식으로 점심을 싸주고, 학습이 부진한 딜런의 숙제를 대신 해주고, 성취욕이 강한 제인의 과외 활동에 일일이 참관하고 있다. 또한 궨덜린, 오른팔인 스테이시와 비키 패거리가 군림하는 학부모 교사 연합회(PTA)에도 적극 참여한다.
그러나 남편 마이크가 웹캠 모델과 바람을 피운 걸 알게 된 에이미는 마이크를 집에서 쫓아내고 스트레스가 극에 달한다. 에이미는 궨덜린이 PTA에서 주관하는 베이킹 판매 모금 행사에 자신을 자원 봉사자로 강제 동원하려고 하자 PTA를 그만두겠다고 선언한다. 인근 바에 들린 에이미는 아들을 지나치게 자유 방임하는 한부모 칼라, 그 어떤 도움도 주지 않고 아들 넷을 혼자 돌보게 하는 고압적인 남편을 둔 가정 주부 키키를 만난다.
그 뒤 완전히 풀어져버린 에이미는 아이들 점심으로 아비스에서 산 패스트 푸드를 챙겨주고, 딜런이 아침 식사 준비와 숙제를 전부 스스로하게 한다. 한편 에이미는 자신에게 반해있는 한부모 제시와 가까워진다. 에이미가 베이킹 판매 모금 행사에 그냥 아무 매장에서 산 도넛홀을 가져오자 분노한 궨덜린은 PTA 권한을 휘둘러 학교 축구부 최고의 공격수인 제인을 후보 선수로 강등시킨다.
에이미는 궨덜린에 맞서 PTA 회장 후보로 나선다. 이에 궨덜린은 제인의 사물함에 몰래 대마초 담배를 넣고 제인을 모함하여 제인이 아예 축구부에서 쫓겨나게 만든다. 제인은 에이미가 부모 노릇에 싫증이 나서 다 망쳐버린 거라며 딜런, 개 로스코와 함께 에이미와 이혼한 마이크의 집으로 가버린다. 설상가상으로 상사 데일은 에이미가 휴가를 너무 많이 쓴다며 해고해버린다.
상심한 에이미는 PTA 선거를 포기하려고 하지만 키키와 칼라가 찾아와 에이미를 설득한다. 에이미는 엄마들이 서로를 재단하는 걸 중단해야 하며, 학교는 행사로 엄마들을 혹사시켜선 안 되고 실수를 저지르는 나쁜 엄마(bad moms)도 용납하는 장소가 되길 바란다고 연설하여 선거에서 대승한다. 충격을 받은 궨덜린은 자신의 삶도 완벽하지 않다고 인정하며 속사정을 털어놓고, 에이미는 궨덜린을 위로한다.
제인은 다시 축구부 정규 선수가 되고, 자립심을 키운 딜런은 훌륭한 요리 실력을 갖추게 된다. 이어 에이미가 사라진 뒤 회사가 아비규환이 되자 데일이 돌아와달라고 매달리면서 에이미는 전보다 나은 조건으로 협상해 재입사한다. 키키의 남편은 육아에 적극 참여하고, 칼라는 아들에게 관심을 기울이는 부모로 거듭난다.

## 출연
- 밀라 쿠니스 - 에이미 레이먼드 미첼 역
- 크리스틴 벨 - 키키 무어 역
- 캐스린 한 - 칼라 던클러 역
- 크리스티나 애플게이트 - 궨덜린 제임스 역
- 제이다 핑킷 스미스 - 스테이시 역
- 애니 머멀로 - 비키 역
- 제이 허낸데즈 - 제시 하크니스 역
- 클라크 듀크 - 데일 키플러 역
- 우나 로런스 - 제인 미첼 역
- 엠제이 앤서니 - 딜런 미첼 역
- 데이비드 월턴 - 마이크 미첼 역
- 웬들 피어스 -  교장 대릴 버 역
- J. J. 와트 - 코치 크레이그 역
- 완다 사이크스 - 상담사 엘리자베스 칼 박사 역
- 메건 퍼거슨 - 테사 역
- 라일 브러카토 - 켄트 무어 역
- 마사 스튜어트 - 본인 역
- 릴리 싱 - 캐시 역
- 빌리 슬로터 - 수의사 역